# Väinö Tanner
Väinö Alfred Tanner (12 de marzo de 1881-19 de abril de 1966) era un político socialdemócrata finlandés. Fue primer ministro de Finlandia de 1926 a 1927, y
también ministro de hacienda y de exterior. Tanner fue candidato presidencial
tres veces, en 1919, 1925 y en 1931. En 1946 se le condenó a cinco años y medio
de prisión, por haber sido culpable a la Guerra de Continuación de Finlandia.
| Predecesor: Kyösti Kallio | Primer ministro de Finlandia 1926-1927 | Sucesor: Juho Sunila |

- Datos: Q116190
- Multimedia: Väinö Tanner / Q116190